# 101 d'Hèrcules
101 d'Hèrcules (101 Herculis) és un estel a la constel·lació d'Hèrcules de magnitud aparent +5,11. S'hi troba, d'acord a la nova reducció de les dades de paral·laxi d'Hipparcos, a 328 anys llum del sistema solar.
101 d'Hèrcules és una gegant blanca de tipus espectral A8III, no gaire diferent de γ Herculis o de Seginus (γ Bootis). Té una temperatura superficial de 7.750 K i llueix amb una lluminositat 79 vegades major que la lluminositat solar. La seva velocitat de rotació projectada —límit inferior de la mateixa— és de 42 km/s. Presenta un contingut metàl·lic comparable al solar ([Fe/H] = +0,08). És més massiva que el Sol, estimant-se la seva massa en 3,6 masses solars.
La composició elemental de 101 d'Hèrcules mostra certes diferències en relació als nivells solars. Diversos elements com a sodi, samari i cobalt són sobreabundants en relació al Sol; en concret, aquest últim metall és 3 vegades més abundant que en el nostre estel. En l'altre extrem, els nivells de calci i zirconi són inferiors als solars.